# Gare de Kherson-port
La gare de Kherson-port (ukrainien : Херсон-Порт) est une gare ferroviaire située dans la ville de Kherson en Ukraine.

## Histoire
La gare date de 1915 et elle relie les ports fluvial et maritime de Kherson à la ligne de Chemin de fer Lemberg-Czernowitz-Jassy créée en 1864 par l'empire d'Autriche.